# Beucha (Bad Lausick)
Beucha ist ein Ortsteil der Ortschaft Steinbach
der Stadt Bad Lausick im sächsischen Landkreis Leipzig. Der Ort mit seinem Ortsteil Kleinbeucha vereinigte sich am 1. Januar 1967 mit dem Nachbarort Steinbach zur Gemeinde Beucha-Steinbach, welche seit der Eingemeindung von Stockheim am 1. Oktober 1972 Steinbach hieß. Seit der Eingemeindung nach Bad Lausick bilden Beucha und Kleinbeucha Ortsteile der Ortschaft Steinbach.

## Geografie

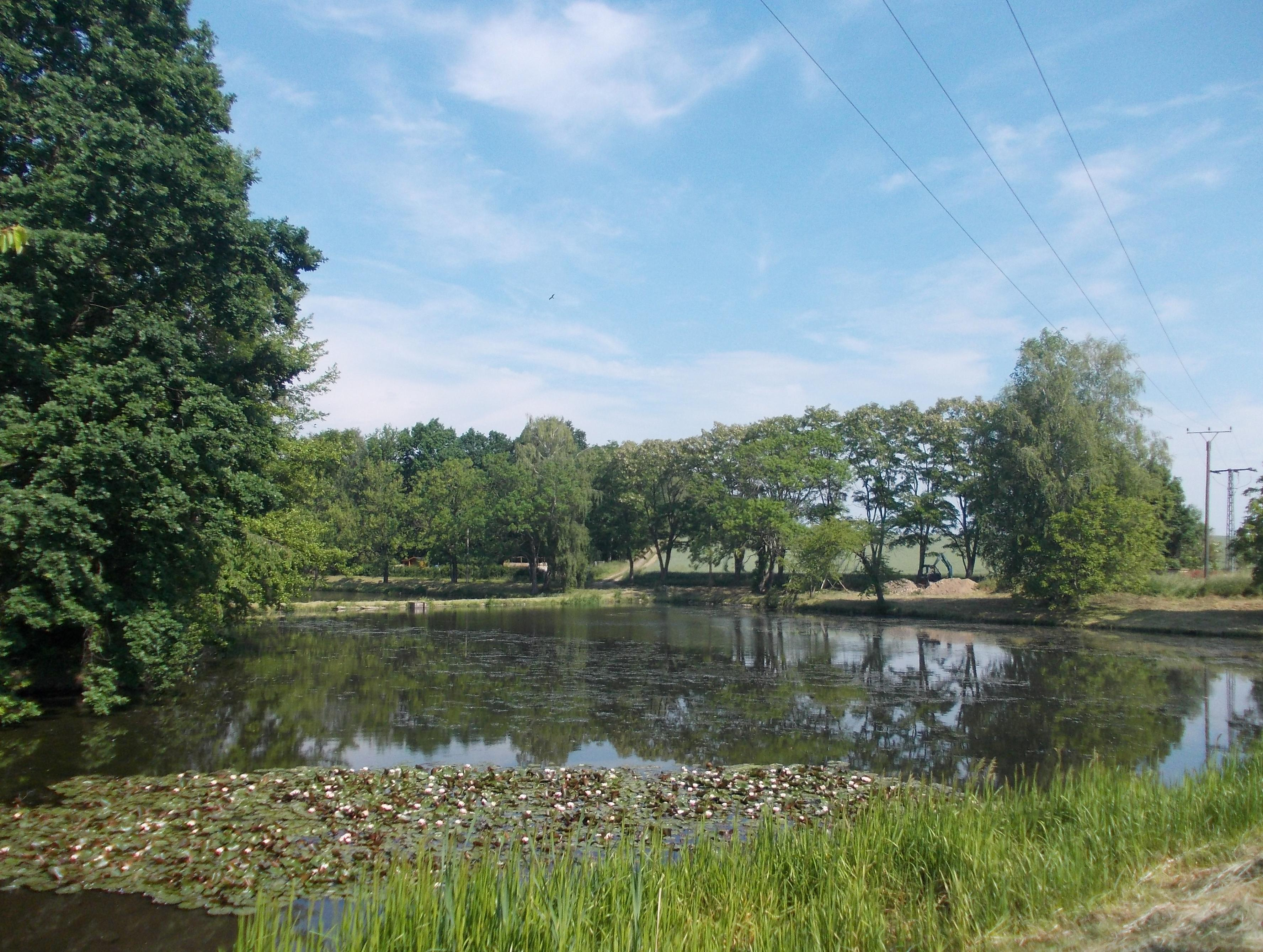
Kleinbeucha, Teich

### Geografische Lage
Beucha und das nördlich davon liegende Kleinbeucha befinden sich im Westen von Bad Lausick im Sächsischen Burgen- und Heideland. Während Beucha am Nordufer der Eula liegt, fließt durch Kleinbeucha der mehrere Teiche speisende Ilsenbach, welcher über den Jordanbach in die Eula entwässert.

### Nachbarorte
| Kitzscher     | Steinbach                                   |                               |
| Dittmannsdorf | Kompassrose, die auf Nachbargemeinden zeigt | Heinersdorf mit Wüstungsstein |
|               | Flößberg                                    |                               |

### Nahverkehr
Im öffentlichen Nahverkehr sind Beucha und Kleinbeucha über die Haltestellen Beucha, Beucha, Abzweig Kleinbeucha und Kleinbeucha mit folgender Linie erreichbar:
- TaktBus 277 (THÜSAC): Bad Lausick – Lauterbach – Steinbach – Kleinbeucha – Beucha – Kitzscher

## Geschichte

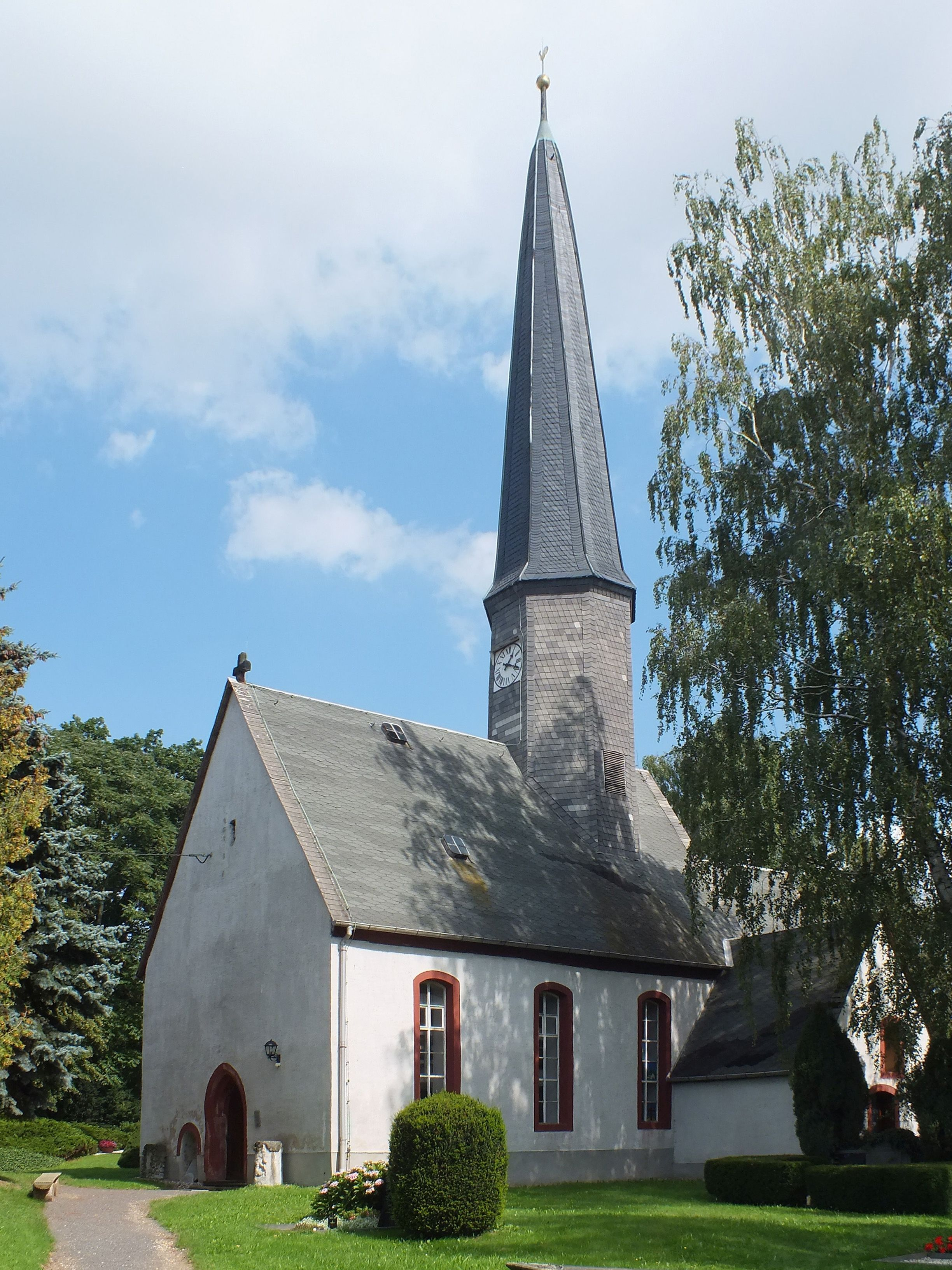
Kirche in Beucha

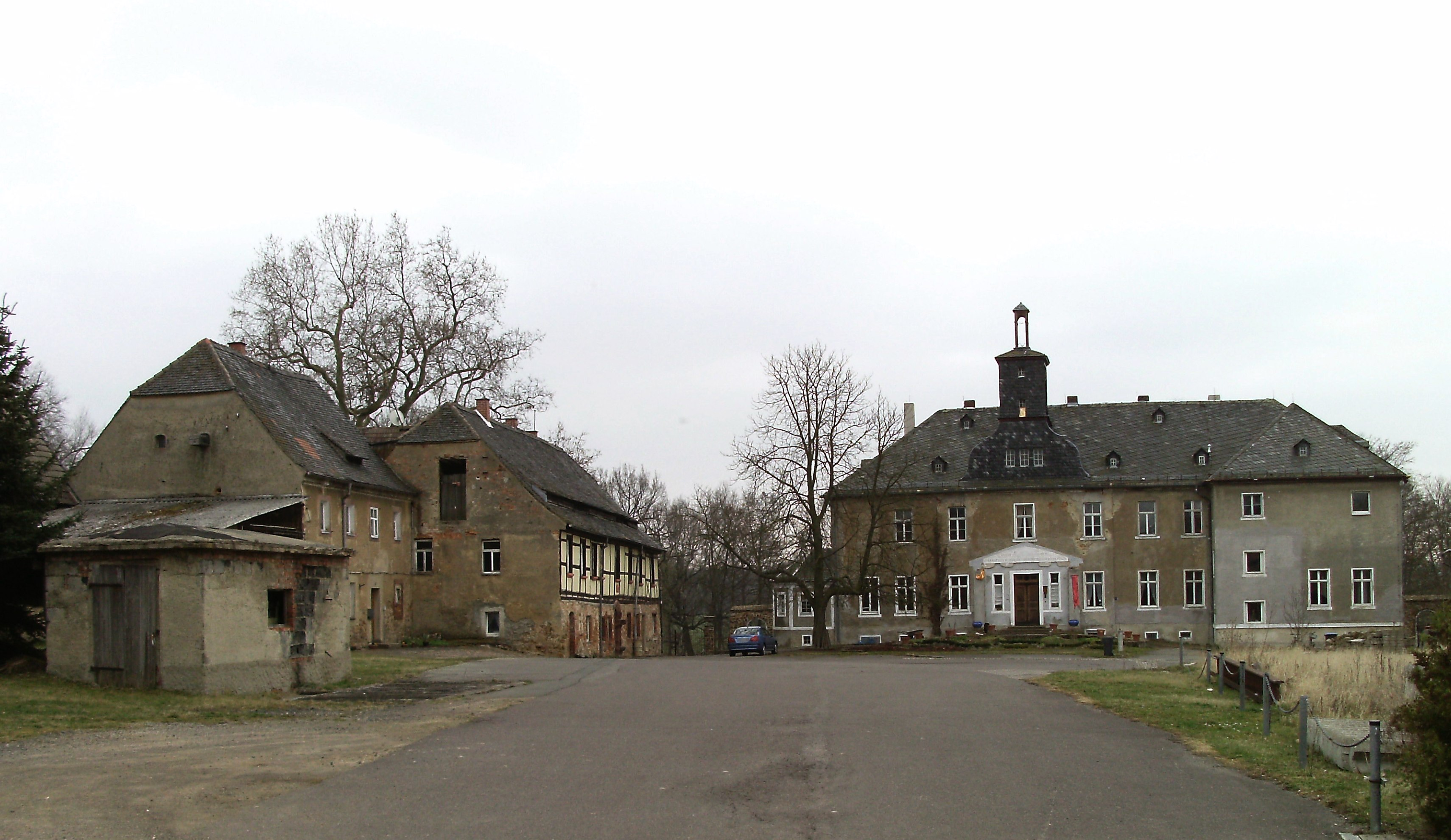
Rittergut Beucha

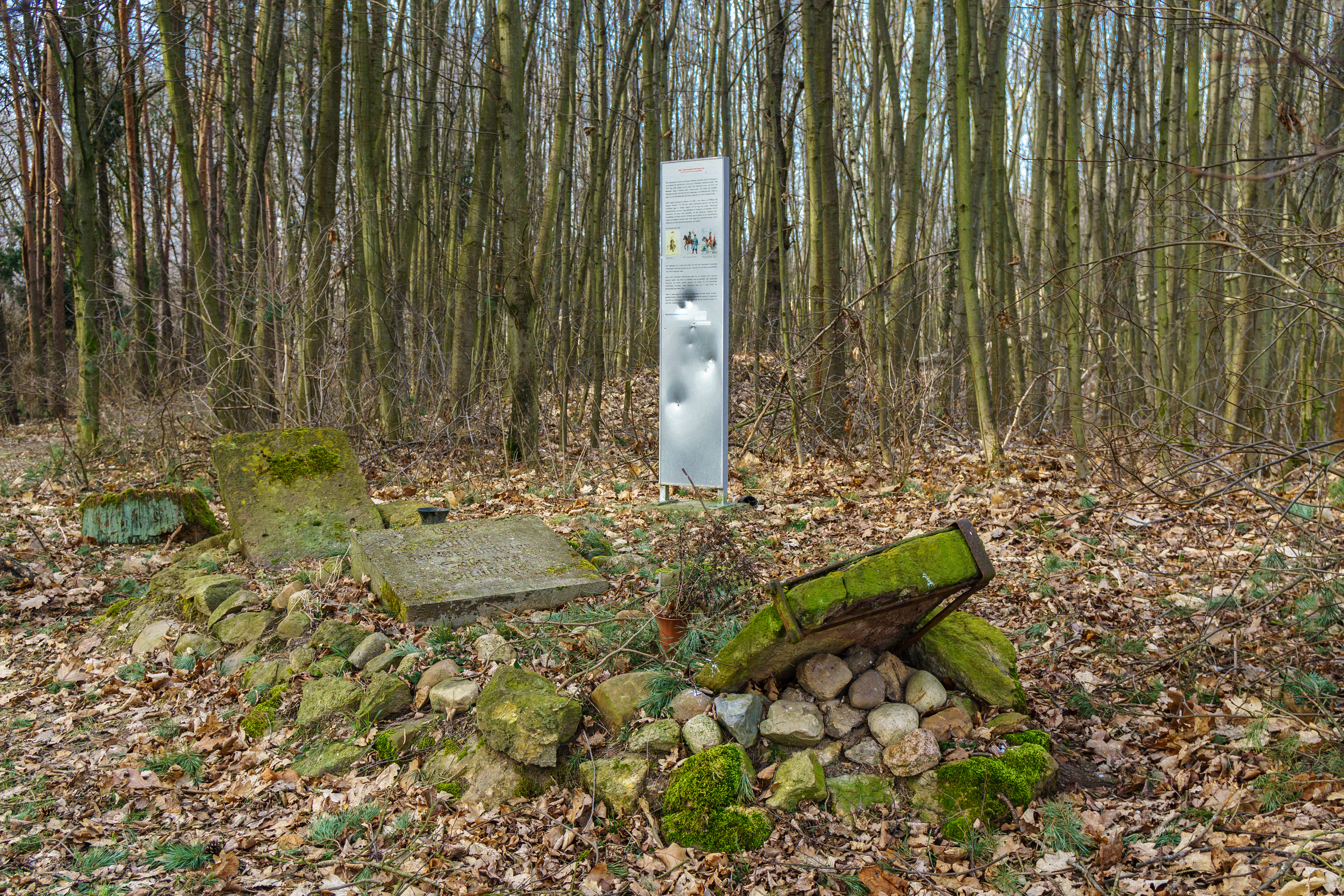
Kleinbeucha, Tatarengrab

Das Dorf Beucha wurde 1180 erstmals als „Bichow“ erwähnt. Es entwickelte sich als Platzdorf mit Kirche und Mühle an der Eula. Im Jahr 1225 wurde im Ort erstmals ein Herrensitz erwähnt. Dieser befand sich im 16. Jahrhundert im Besitz der Familie von Haugwitz, unter welcher der Herrensitz im Jahr 1551 zum Rittergut erhoben wurde. Bis 1621 gehörte das Rittergut Beucha der Familie von Ende und bis 1723 der Familie von Kötteritz. Unter der Familie von Kötteritz erfolgte vermutlich im Jahr 1654 der Bau des Alten Herrenhauses. Weitere Besitzer des Ritterguts Beucha waren ab 1723 Tobias Ludolph von Zehmen, Graf von Hopffgarten und um 1793 die Familie Niebecker. Diese veranlasste im Jahr 1810 den Bau des Neuen Herrenhauses. Ab 1901 befand sich das Rittergut im Besitz von Alfred Freiherr  von und zu Egloffstein. Im Jahr 1920 wurde das Herrenhaus umgebaut. Das Rittergut Beucha übte bis in die Mitte des 19. Jahrhunderts die Grundherrschaft über Beucha aus. Die Siedlung Kleinbeucha zwischen Beucha im Süden und Steinbach im Norden entwickelte sich erst im 18. Jahrhundert mit Schäferei und Fischzucht. Nahe dieser Siedlung befand sich das um 1405 erwähnte Dorf Altmannsdorf, welches um 1548 als Wüstung bezeichnet wurde.
Beucha bildete mit Flößberg und einem Anteil von Trebishain eine Exklave zwischen den Ämtern Borna und Colditz, die bis 1816 zum kursächsischen bzw. königlich-sächsischen Erbamt Grimma gehörte und dann dem Amt Borna angegliedert wurde. Ab 1856 gehörte Beucha mit Kleinbeucha zum Gerichtsamt Borna und ab 1875 zur Amtshauptmannschaft Borna. Die Familie Steiger, seit 1925 Besitzer des Ritterguts Beucha, wurden im Zuge der Bodenreform in der Sowjetischen Besatzungszone ab 1945 enteignet. Im Herrenhaus wurden daraufhin Wohnungen, Kindergarten, Konsum, Postamt und ein Büro der LPG eingerichtet.
Durch die zweite Kreisreform in der DDR im Jahr 1952 wurde die Gemeinde Beucha dem Kreis Borna im Bezirk Leipzig angegliedert. Am 1. Januar 1967 vereinigten sich Beucha und Steinbach zur Gemeinde Beucha-Steinbach, die mit der Eingemeindung von Stockheim am 1. Oktober 1972 in Steinbach umbenannt wurde.
Ab 1990 gehörten Beucha und Kleinbeucha als Ortsteile von Steinbach zum sächsischen Landkreis Borna. Bei der ersten sächsischen Kreisreform im Jahr 1994 war die Gemeinde Steinbach der einzige Ort des Landkreises Borna, der nicht zum Landkreis Leipziger Land kam, sondern zum Muldentalkreis. Seit der Eingemeindung von Steinbach mit seinen Ortsteilen nach Bad Lausick am 1. Januar 1999 gehören Beucha und Kleinbeucha zum Ortsteil Steinbach der Stadt Bad Lausick. Das Neue Herrenhaus befindet sich seit 1997 in Privatbesitz.